# Graphidipus pilifera
Graphidipus pilifera là một loài bướm đêm trong họ Geometridae.